# アメリカ海洋大気庁
アメリカ海洋大気庁（アメリカかいようたいきちょう、National Oceanic and Atmospheric Administration）は、アメリカ合衆国商務省の機関の一つ。海洋と大気に関する調査および研究を専門とする。略称はNOAA（ /ˈno(ʊ).ə/ 、ノア）。日本語圏ではアメリカ海洋大気局と表記されることも多い。

## 概要
自然災害からより安全に人命や財産を保護すること、環境に対する理解を深めること、海洋資源の有効利用に向けた探査・開発を推進すること等を目的として、ニクソン大統領の提案により、1970年に設立された。本部はワシントンD.C.近郊のシルバースプリングに所在する。
ニクソン政権下で1970年再編計画第4号が米国議会において可決されたことによって、商務省の下にNOAAを設立することが決定した。これにより、旧来から米国にあった沿岸測地測量局（1807年創立）、国立気象局（1870年創立）、商用漁業局（1871年創立）の3つの歴史ある機関が統合されることになった。また、1965年に設立した環境科学業務局 (Environmental Science Services Administration; ESSA) も1970年の再編時にNOAAへ合併された。
2025年1月に発足した第2次トランプ政権による連邦職員の削減方針に沿って、同年2月28日までに約800人の職員が解雇された。

## 組織

### 各部局
ライン部門は以下の6部局からなる。
- アメリカ国立気象局 (National Weather Service; NWS)
- アメリカ国立海洋局 (National Ocean Service; NOS)
- アメリカ海洋漁業局 (National Marine Fisheries Service; NMFS)
- アメリカ環境衛星データ情報局 (National Environmental Satellite, Data and Information Service; NESDIS)
- 海洋大気研究所 (Office of Oceanic and Atmospheric Research; OAR)
- 海上・航空運用局 (en:Office of Marine and Aviation Operations; OMAO)

#### 国立気象局
アメリカ国立気象局 (National Weather Service; NWS) は「国民の生命と財産の保護および国家の経済発展促進を目的として、アメリカ合衆国の領土およびその近隣海域を対象とした気象、水文、気候に関する予報および警報を提供する」ことを主な業務とする。日本の気象庁に相当する。
この業務は本庁と複数の地方気象センターおよび全米120ヶ所以上に設置されている地域の気象予報事務局 (Weather Forecast Offices; WFOs) の連携によって実行される。これらの気象官署は、気象予報、注意報、警戒情報、警報の作成および発表を日常業務としている。年間に、気象予報を73万4千回、河川予報を85万回、悪天候警報を4万5千回以上、発表している。NOAAの収集する気象データは地球温暖化やオゾン層の破壊等の環境問題においても重要な価値をもつ。
NWSは、ドップラー・レーダーを用いたNEXRADと呼ばれる全国規模の気象レーダー観測網を運用しており、これによって降水量と降水粒子の速度を観測することができる。こうして得られた観測結果の多くは、24時間体制で気象予報や気象警報等を伝えるラジオ送信所ネットワークであるNOAAウェザーラジオにより放送される。

#### 国立海洋局
アメリカ国立海洋局 (National Ocean Service; NOS) は、アメリカ合衆国近隣の海洋とその沿岸地域における安全確保、海洋環境の保全、海洋資源の生産性維持を主な業務とする。NOSの科学者や海洋天然資源の管理責任者、およびその他の専門家は、安全かつ効率的な海上交通の確保と沿岸地域にあるコミュニティの防護および保全のために、イノベーションに富んだ解決策を提供する職務を負う。
日本には相当する統一的な機関は存在しないが、概ね海上保安庁海洋情報部と国土地理院に相当する。
- 海洋プロダクト・サービス運用センター (Center for Operational Oceanographic Products and Services; CO-OPS)
- NOAA沿岸サービスセンター (NOAA Coastal Services Center; CSC)
- 国立沿岸海洋科学センター (National Centers for Coastal Ocean Science; NCCOS)
- 沿岸測量部 (Office of Coast Survey; OCS)
- 国立測地測量局 (Office of National Geodetic Survey; NGS。旧・合衆国沿岸測地測量局)
- 国立海洋保護区局 (Office of National Marine Sanctuaries; ONMS)
- 海洋・沿岸資源管理事務局 (Office of Ocean and Coastal Resource Management; OCRM)
- 対応・復元事務局 (Office of Response and Restoration; OR&R)

#### 海洋漁業局
アメリカ海洋漁業局 (National Marine Fisheries Service; NMFS) は、1871年創設のアメリカ合衆国水産委員会に起源を有し、アメリカ合衆国のEEZ (排他的経済水域) 内における海洋生物資源の管理および保護を主な業務とする。
日本の水産庁に相当する。

#### 環境衛星データ情報局

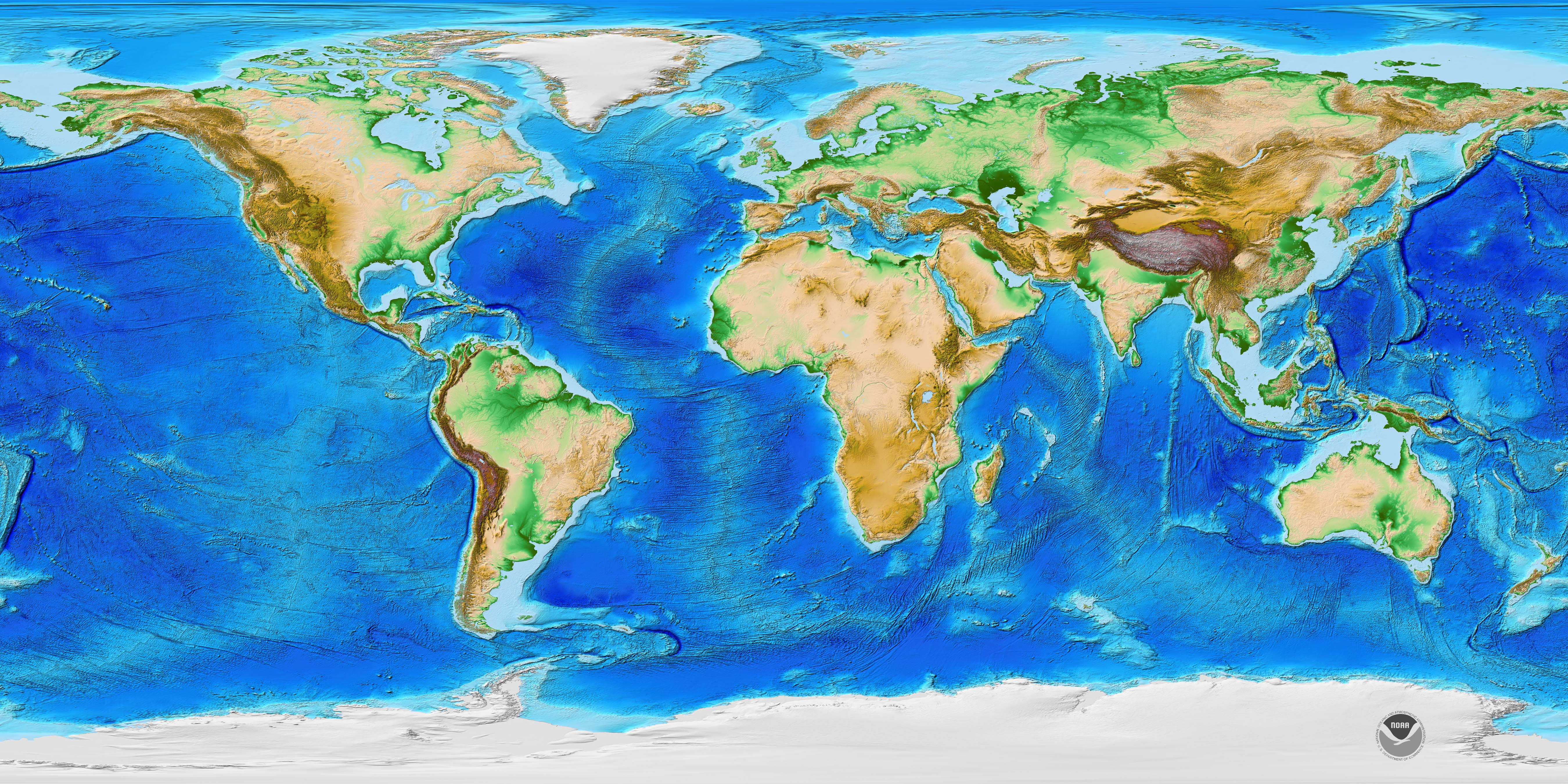
NOAA ETOP地形図

アメリカ環境衛星データ情報局 (National Environmental Satellite, Data, and Information Service; NESDIS) は、アメリカ合衆国の地球観測衛星プログラムの運用・管理および国立気象局やその他の政府機関が収集した地球環境の観測データの集約・管理を担うために、NOAAによって設置された。国立気象局、米海軍、米空軍、連邦航空局、さらには世界中の気象機関から収集された観測データは、ノースカロライナ州アシュビルにある国立気候データセンター (National Climatic Data Center; NCDC) に集約される。また、コロラド州ボルダーにある国立地球物理データセンター (National Geophysical Data Center; NGDC) 、メリーランド州シルバースプリングにある国立海洋データセンター (National Oceanographic Data Center; NODC) 、国立雪氷データセンター (National Snow and Ice Data Center; NSIDC) 、国立沿岸データ開発センター (National Coastal Data Development Center; NCDDC) の運営も担当しており、これらは世界中の環境科学者により国際的に利用されている。
日本の気象庁気象衛星センターに相当する。

#### 海洋大気研究部
NOAAリサーチ (NOAA Research) を運営する海洋大気研究所 (Office of Oceanic and Atmospheric Research; OAR) は、地球を支えている複雑な系を理解するために必要な基礎研究を担っている。NOAAの他の部局と共同して予報精度の向上や自然災害の発生に備えるための警報発表の迅速化、地球をより深く理解するための調査・研究を提供する。
日本の気象庁気象研究所に相当する。

#### 海上・航空運用局
NOAA船舶隊 (NOAA Ship Fleet)及びNOAA航空隊を運営する。局長は2つ星 (少将) 級武官職であり、士官部隊長官 (Director, NOAA Commissioned Officer Corp)を兼ねる。各運用本部長は1つ星 (下級少将)が務める。

##### NOAA船舶隊
大西洋と太平洋に展開する3個船団 (Fleet)から成る。各船団の管理・運用は各海上運用本部 (Marine Operations Center; MOC)が行う。
- 大西洋船団 (NOAA's Atlantic fleet)　大西洋を担当する。
  - 大西洋海上運用本部 (Marine Operations Center - Atlantic; MOC-A　バージニア州ノーフォーク)
- 太平洋船団 (NOAA's Pacific fleet)　東太平洋を担当する。
  - 太平洋海上運用本部 (Marine Operations Center - Pacific; MOC-P　オレゴン州ニューポート)
- 太平洋諸島船団 (NOAA’s Pacific Islands fleet)　西太平洋を担当する。
  - 太平洋諸島海上運用本部 (Marine Operations Center - Pacific Islands; MOC-PI　ハワイ州ホノルル)

##### NOAA航空隊
フロリダ州レイクランド・リンダー国際空港のNOAA航空運用本部 (NOAA Aircraft Operations Center)によって管理・運用・保守が行われる。

#### 士官部隊
NOAAリサーチを初めとするNOAAの運営活動は士官部隊 (NOAA Corps) に所属する制服職員によって支えられている。これらの士官職員は、NOAAが所有する船舶や航空機に乗り組んで、科学的な任務や管理業務に従事する。

### スタッフ部門
スタッフ部門は以下の6部局からなる。
- 広報局
- 教育局
- 国際交流局
- 立法・政府間問題局
- 最高法務局（英語版）
- 気象省庁間調整局

### 運営部門
以下の6部局からなる。
- 管理局
- 財務局
- 情報局
- 調達・財務支援局
- 人的資源局
- 包括公民権局

## 庁旗

アメリカ海洋大気庁旗

アメリカ海洋大気庁の庁旗は、その前身機関の一つである米沿岸測地測量局 (United States Coast and Geodetic Survey; USCGS) の旗に修正を加えたものである。USCGSの旗は、青地の旗の中央に白色の円が描かれ、さらにその円のなかに赤色の三角形が内接するもので、1899年に制定され、1970年まで使用されていた。これは当局の測量で三角測量を利用したことを象徴化しており、任務にあたる測量船で掲げられた。
1970年にNOAAが設立され、それまでのUSCGSの資産がNOAAの一部分となると、USCGSの従来の旗を基に、新たにNOAA独自の旗を制定した。NOAAの旗は本質的にはUSCGSの旗そのものだが、新しい旗にはNOAAのロゴ（羽ばたく海鳥を模した白いシルエットが円を上方のダークブルーと下方のライトブルーの部分に分けたもの）が赤い三角形に内接するように組み込まれた。職務中のNOAA所属の船舶に掲揚された。マストが一つの船ではペナントあるいは（文民行政官か旗官が乗船の際には）個人旗のすぐ真下に掲げられる一方、マストを複数もつ大型の船舶では最前方のマストのマストヘッドに掲揚される。また、NOAA所属の船舶はアメリカ海軍やアメリカ沿岸警備隊等の礼式と同様に、国籍旗として星条旗を掲げる。